# Božinjevac
Božinjevac (cirill betűkkel Божињевац) egy falu Szerbiában, a Pcsinyai körzetben, a Bujanovaci községben.

## Népesség
- 1948-ban 126 lakosa volt.
- 1953-ban 144 lakosa volt.
- 1961-ben 199 lakosa volt.
- 1971-ben 339 lakosa volt.
- 1981-ben 308 lakosa volt.
- 1991-ben 322 lakosa volt
- 2002-ben 376 lakosa volt,[1] akik közül 368 szerb (97,87%) 4 bolgár, 2 albán, 1 horvát és 1 macedón.[2]